# Huber Károly (zenész)
Huber Károly (magyarosított neve: Hubay Károly, Varjas, 1828. július 1. – Budapest, 1885. december 20.) karmester, zeneszerző, hegedűművész, zenepedagógus, Hubay Jenő édesapja.

## Élete
Hegedülni tízéves korában kezdett. Az aradi konzervatóriumban tanult, 1844-től a Nemzeti Színház zenekarának volt első hegedűse, majd 1851–52-ben a bécsi Opera zenekarának koncertmestereként tevékenykedett. Később visszatért a Nemzeti Színházba, s a zenekar vezetője lett, majd 1862-től 1871-ig Erkel Ferenc mellett, annak másodkarmestereként működött. Szerepelt Az álarcosbál és a Don Carlos Giuseppe Verdi-operák első bemutatóján, betanította 1866-ban a Lohengrint és a Tannhäusert, amivel meghonosította Richard Wagner operáit. 1856-ban egész Európában adott koncerteket mint hegedűművész; 1857-ben létrehozott egy vonósnégyes-társaságot, amelynek segítségével a kamarahangversenyeket népszerűsítette Pesten. A Nemzeti Dalkörnek, illetve az országos Magyar Daláregyesületnek volt a karnagya.
1852 és 1885 között hegedűtanár volt a Nemzeti Zenedében és a Zeneakadémián. 1884-től kamaraegyütteseket és kórusokat vezetett, eme tevékenységre Liszt Ferenc ajánlotta be. Többnyire hangszeres és vokális zeneműveket írt, művei között vígoperák, dalművek és operettek is megtalálhatók.

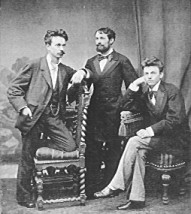
Huber Károly és fiai: Hubay Károly jogász-doktor, énekes, csellista (balra) és Hubay Jenő (jobbra)

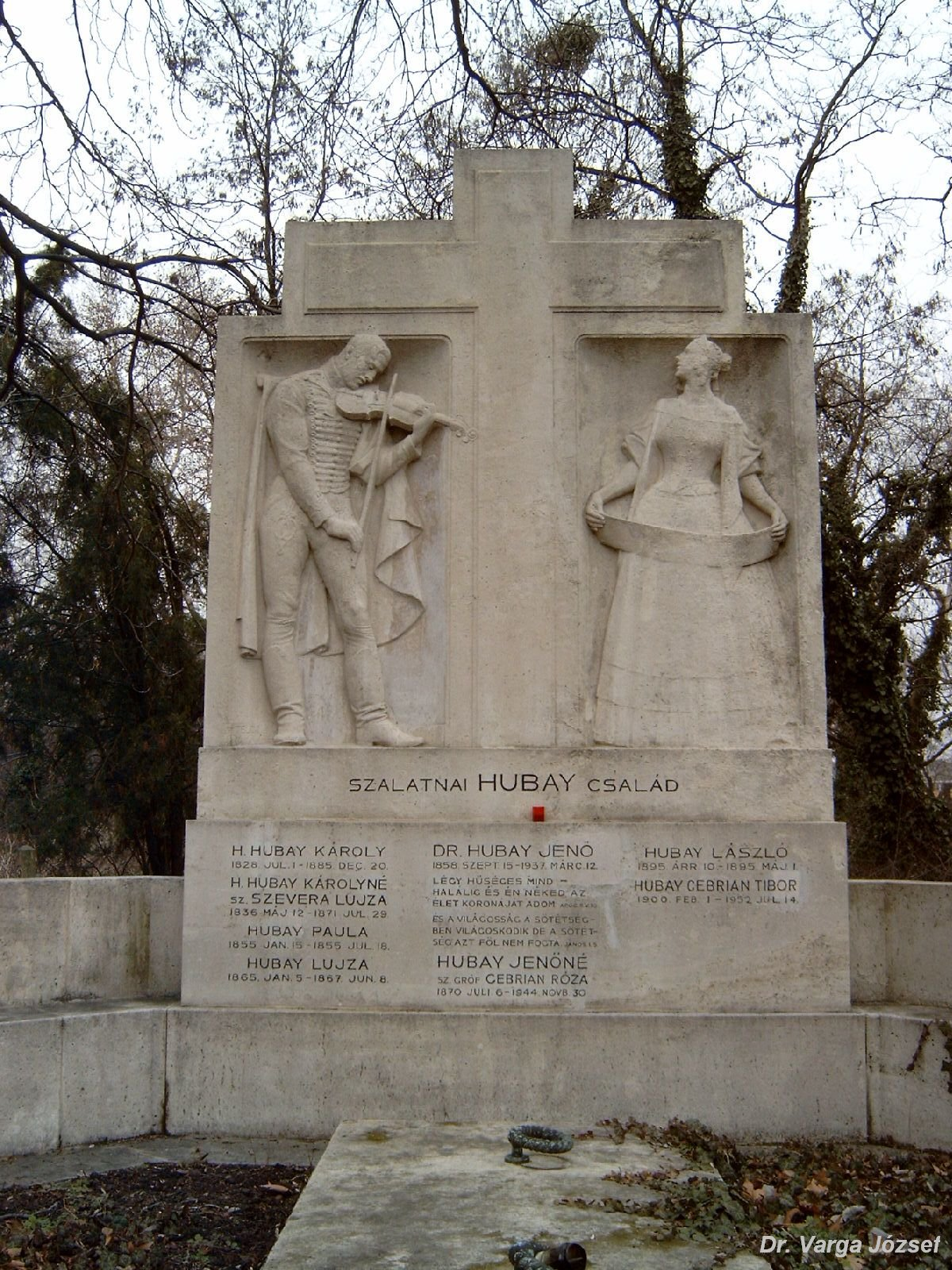
Sírja a Fiumei úti sírkertben (25/1-1-26)

1852-ben vette nőül Szevera Lujzát, egy olasz származású, tehetős pesti  szalámigyáros család leányát, akitől három gyermeke: Károly, Jenő (aki már 1879 januárjában a magyarosított Hubay nevet használta, bár a belügyminiszteri engedélyt csak november végére kapta meg, bátyjával együtt, illetve édesapjuk is ezt a nevet használta utolsó művein) és Aranka (Hubai néven színésznő, Ferenczi Zoltán felesége lett). Lakásukban, a Kerepesi (ma Rákóczi) úton, a Fehér ló szálloda mellett lévő bérház második emeletén igen sok neves művész megfordult, így gyakran járt oda Volkmann Róbert, Ferdinand Laub cseh hegedűművész is.
Felesége 1871. júliusi halálát követően 1880-ban Temesvárott újra házasságot kötött, neje a 19 éves Fischer Adél lett. Második házasságából három kisgyermeke maradt árván, amikor 57 évesen szívszélhüdésben elhunyt.
Sírja a Fiumei úti sírkertben a szalatnai Hubay család sírboltjában található (25/1-1-26), Hubay Jenővel közös síremléküket Telcs Ede, a család bensőséges barátja készítette.

## Fontosabb művei
- Hegedűtan a budapesti zenedében való tanításra (Pest, 1853)
- Székely leány (1858)
- A víg cimborák (1863)
- A király csókja (1875)
- Udvari bál (1882)

## Kapcsolódó oldalak
- Muzsikáló ház